# 추준석
추준석(秋俊錫, 1947년 12월 6일 ~ 2016년 12월 24일)은 대한민국의 제3대  중소기업청장을 역임한 공무원이자 부산항만공사 사장을 지낸 공기업인이다. 본관은 추계이며, 부산 출생이다.

## 학력
- 경남고등학교 졸업
- 서울대학교 경제학 학사
- 오리건 대학교 경영대학원 경영학 석사

## 경력
- 제9회 행정고시 합격
- 주프랑스대사관 상무관
- 상공자원부 산업정책국장
- 상공자원부 통상정책국장
- 대통령비서실 산업통상담당 경제비서관
- 통상산업부 차관보
- 중소기업청장
- 중소기업금융지원위원회 위원장
- 호서대학교 초빙교수
- 법무법인 태평양 고문
- 부산항만공사 사장
- 부산해양연맹 회장
- 동아대학교 석좌교수

## 참고 자료
- 추준석 네이버 인물검색

| 전임 정해주 | 제3대 중소기업청장 1997년 11월 20일 ~ 1999년 5월 26일 | 후임 한준호 |